# Hironori Ishikawa
Hironori Ishikawa (født 6. januar 1988) er en japansk fodboldspiller.
Han har spillet for flere forskellige klubber i sin karriere, herunder Mito HollyHock, Sanfrecce Hiroshima, Vegalta Sendai, Oita Trinita og Thespakusatsu Gunma.